# Gikenke
Gikenke är ett periodiskt vattendrag i Burundi.   Det ligger i provinsen Cibitoke, i den nordvästra delen av landet, 50 kilometer norr om huvudstaden Bujumbura.
Omgivningarna runt Gikenke är en mosaik av jordbruksmark och naturlig växtlighet. Runt Gikenke är det tätbefolkat, med 397 invånare per kvadratkilometer.